# 黄義達
黄義達（ホァン・イーダ、簡体字中国語: 黄义达、英語: YiDa Huang、1979年8月11日 - ）はシンガポール出身の音楽家。
2004年、台湾SONYからCDデビューし、台湾を拠点に中国・香港・東南アジア・日本などで活動するシンガーソングライター兼プロデューサー。2010年、中国に活動拠点を移す。2009年より英語表記をYiDAからYida Huangに変更した。

## 人物
その面立ちとスリムで華奢な体型などから中華圏では、「日本の少女マンガに出てくる"美少年"」と形容されるなど、中性的なイメージを持たれやすいが、実際にはその容姿とは全くの逆で、また音楽に関しては一切妥協しないなどかなりの「硬派」として知られており、そのような"ギャップ"も魅力のひとつとなっている。
また音楽面でも一般的な「中国ロック」とは異なる独自の世界観があり、ファンはそれをデビューアルバムのタイトルにひっかけて「無法定義（定義できない=どのジャンルにも属さない）」と呼んでいる。

## 経歴
- 15歳の時に自宅にあった姉の彼氏のギターに触れ、音楽に目覚める。音楽に関する基礎がないため、全て自分の耳だけを頼りに独学し始めた。
- 1995年、当時通っていた学校を退学し、李偉菘音楽学校に入学（9年在籍）。最初は「歌唱クラス」に入ったが、その後、作詞・作曲の技法・ピアノ・ギターも学ぶ。
- 19〜21歳の2年間、国民兵役のために休学（兵役時の所属は警官）。
- 2001年、台湾のソニー・ミュージック（現: 台湾SONY）と契約。台湾の市場を理解し、創作活動を行うためシンガポールから台湾に拠点を移す。
- 2002年、「得意的一天」の「葵花油肉鬆-葵花寶典」編のCMに「台湾SONYの新人」として、また黄湘怡（ステラ・ホァン）の『你是誰』MVにも出演。
- 2003年、アメリカ映画「トレジャー・プラネット（中国語タイトル:星銀島）」のプロモーションソング『寶藏』を歌唱。「2003年台湾SONY期待の大型新人」として台湾版OSTにも収録された。
- 2004年、台湾SONYよりアルバム『無法定義』でメジャーデビュー（台湾/4月21日リリース）。プロモーションのため台湾を中心に中国・香港・東南アジアでイベントやTV出演。各新人賞を総なめにする。
- 2005年、台湾SONYよりアルバム『專屬密碼』2nd（台湾/6月3日）をリリース。8月14日に台北西門町紅樓にて初のソロコンサート「義鳴驚人萬人連署演唱會」を行なう。 一年を通して、プロモーションのため台湾を中心に中国・香港・東南アジアでイベントやTV出演。アルバム『專屬密碼』（日本/11月23日）をリリース（このアルバムに収録されている『每天的每夜』のMVの映像の一部は日本で撮影された）。
- 2006年、中国のドラマ「星光大道 (Xing Guang Da Dao / Star Boulevard)(別名「愛的進行式」)」に初主演するなど主にTVやイベントの活動が多く、この年はオリジナル・アルバムの発売はなし。
- 2007年、台湾SONYよりアルバム『完整演出』3rd（台湾/2月15日）をリリース。上半期はプロモーションのため台湾を中心に中国・東南アジアでイベントやTV出演。昨年撮影した「星光大道 （別名「愛的進行式」） 」が中国で放送された。アルバム『完整演出』（日本/4月18日）をリリース。
- 2008年、台湾SONYよりアルバム『寫給自己的歌』4th（台湾/11月28日）をリリース。
- 2009年、1月〜4月は台湾を中心に中国でアルバムのプロモーション。その後は他のアーティストへの楽曲提供・プロデュース業が中心。オリジナル・アルバムの発売はなかったが、台湾SONYよりベスト・アルバム『過程（精選）』（台湾/9月24日）をリリース。11月下旬から2週間、タイの寺院で修行を行なう。
- 2010年、台湾SONYと契約終了。マネージメント事務所「Easternworld」との契約も同時終了。中国に活動拠点を移す。12月、中国大手マネージメント事務所の「橙天娯楽（Orange Sky）」とアーティスト契約。
- 2011年、4月に公開された主演の中国ネットドラマ「保留」は視聴アクセス数1億を突破、橙天華音より5枚目となるオリジナル・ミニアルバム（EP）「微光」（中国/4月21日・台湾/6月8日 台湾盤の発行はAvex台湾）をリリース。5月には中国の3大音楽フェスに参加し、北京のSTRAWBERRY MUSIC FESTIVALでは開催以来の観客動員数を得て、大型音楽フェス（熱波等）を中心に精力的にライブ活動も展開。
- 2012年、中国映画やTV連続ドラマに出演し、サントラにも参加。また中国の大型野外フェス（草莓・大愛等）にも参加。更なる動員を得る。
- 2013年、中国ドラマへの主題歌/エンディング曲の楽曲提供、他のアーティストのプロデュース。中国の3大大型野外ロックフェスのひとつである「STRAWBERRY MUSIC FESTIVAL」に3年連続参加決定（上海(4月)北京(5月)西安(6月)で開催）。再び中国SONY MUSIC と契約し、4月26日、新譜収録曲の『閃耀』のアルバムバージョンが中国のネット上で先行リリースされ、翌27日にはアジア（日本を除く）・ヨーロッパの一部の国でダウンロード販売開始。6月13日には待望の6枚目となるオリジナル・アルバム「Heart Disk《心盘》」が発売（中国/台湾）。それに伴い、前日の6月12日にはアルバム発表会記者会見が台北のライブハウス「The wall」にて行なわれた。6月上旬から台湾での6thアルバムのプロモーションが始まり、その後7月からは中国でもプロモーション活動開始。それと平行し、夏の中国の大型野外フェス（草莓・熱波等）、また月1回ペースで「天王天后巡回演唱会」にも参加し、10月の中国の大型連休である「十一」の期間中は連日巡回演唱会（閬中）及び大型野外フェス（成都・深圳・北京）に参加するというハードスケジュールであった。現在既に7thアルバムの制作に入っているが、リリースは2年後とのこと。
- 2014年、1月1日に新たなる公式ホームページ「Chapter III」（英語）開設。何でも自分でしないと気がすまない性格の為、このホームページもFacebookやその他のSNS同様、本人による制作・管理のもので、ここ数年の趣味である自身が撮影した写真なども公開している。1月14日より中国深圳で湖南卫视のテレビドラマ「唱战记（Chang zhan ji/song of vengeance）」（主演・役名 承戈）の撮影が開始。ドラマの主題歌、及び挿入歌、またドラマ内の音楽（製作）にも参加している。同年4月13日より湖南卫视《青春星期天》枠 毎週日曜22時で放送。（全9話）。恒例となっている中国の大型野外フェスについては6月14日〜15日にかけて昆明で行なわれる乐堡绿放音乐节（14日）に参加。

## ディスコグラフィー

### アルバム
- 無法定義/Cannot Define（2004年）
- 專屬密碼/Exclusive Code（2005年）
- 完整演出/The Great Finale（2007年）
- 寫給自己的歌/Canción para mi（2008年）
- 過程(精選)/YiDA's Journey (Best Collection)（2009年）
- 微光/Glimmer of light (5曲入りEP)（2011年）
- Heart Disk/心盘 （2013年）

### シングルEP
| 曲名              | 発表年 | 備考                        | タイアップ                                                                                                  | 収録作品 |
| ----------------- | ------ | --------------------------- | --- | --- |
| 『Voices of 512』 | 2008年 | 作詞/作曲/歌唱              | 2008年5月12日に四川で起きた震災にインスパイアされ創作。義援金収益を目的とした着うたフルとして配信(リリース) | 台湾08年5月30日〜6月30日期間限定/マレーシアでも着うたとして配信リリース/*日本盤・未発売                     |
| 『微光』          | 2011年 | 作曲/編曲/プロデュース/歌唱 | 中国の雑誌「时尚健康」主催の"抗抑郁运动"のテーマ曲(鬱病の支援/公益大使に任命された)                         | 中国の雑誌「时尚健康」の3月号(2011年)に付録として封入(2万枚限定・非売品)/ EP「微光/Glimmer of light」(11年) |

### DVD
| タイトル                                  | 発売日                 | 備考                                                                          | 収録曲 |
| ----------------------------------------- | ---------------------- | ----------------------------------------------------------------------------- | --- |
| 『SONY MUSIC CONCERT~SONY FAIR @ TAIWAN』 | 2009年1月21日 (日本盤) | 2006年に台北ドームで行われたイベント「Sony Fair @ TAIWAN」の模様を収録したDVD | 『情非得已（心ならずも)』庾澄慶との共演 『顯微鏡下的愛情(Love Under Microscope)』 『那女孩對我説（She Told Me）』 |

### タイアップ
| 曲名                                          | 発表年 | 備考                               | タイアップ | 収録作品                                          |
| --------------------------------------------- | ------ | ---------------------------------- | --- | ------------------------------------------------- |
| 『地下鐵-SubWay』Demo版                       | 2003年 | 作曲/歌唱/プロデュース             | 香港映画「サウンド・オブ・カラー 地下鉄の恋」(03年) 挿入歌                                                          | 1st アルバム「無法定義/Cannot Define」(04年)      |
| 『臭男人-Jerk』                               | 2005年 | 作詞/作曲/歌唱                     | 台湾ドラマ「悪魔で候〜惡魔在身邊」(05年) 主題歌                                                                     | 2ndアルバム「專屬密碼/Exclusive Code」(05年)      |
| 『一秒的安慰』                                | 2005年 | 歌唱                               | 台湾ドラマ「悪魔で候〜惡魔在身邊」(05年) および大陸ドラマ「星光大道」(07年) 挿入歌                                  | 2ndアルバム「專屬密碼/Exclusive Code」(05年)      |
| 『Set Me Free』                               | 2005年 | 作詞/作曲/歌唱/プロデュース        | 台湾ドラマ「悪魔で候〜惡魔在身邊」(05年) 挿入歌                                                                     | 2ndアルバム「專屬密碼/Exclusive Code」(05年)      |
| 『線上遊戲』                                  | 2006年 | 作曲/歌唱                          | 韓国ドラマ「ワンダフルライフ」(中国語タイトル「美妙人生」)挿入歌                                                    | 1st アルバム「無法定義/Cannot Define」(04年)      |
| 『星楽園(星光心愿)』                          | 2007年 | 歌唱                               | 大陸ドラマ「星光大道」(07年) エンディング曲                                                                         |                                                   |
| 『無所不在』                                  | 2007年 | 歌唱                               | 大陸ドラマ「星光大道」(07年) 挿入歌                                                                                 |                                                   |
| 『那女孩對我說』                              | 2005年 | 歌唱                               | 大陸ドラマ「星光大道」(07年) 挿入歌                                                                                 | 2ndアルバム「專屬密碼/Exclusive Code」(05年)      |
| 『同一首歌』                                  | 2007年 | 歌唱 (楊紫婷とのデュエット)        | 大陸ドラマ「星光大道」(07年) 挿入歌                                                                                 |                                                   |
| 『顯微鏡下的愛情』                            | 2007年 | 作曲/歌唱                          | 大陸ドラマ「星光大道」(07年) 挿入歌                                                                                 | 1st アルバム「無法定義/Cannot Define」(04年)      |
| 『你是永恒的(決定)』                          | 2007年 | 作曲/歌唱(陳依依とのデュエット)    | 大陸ドラマ「星光大道」(07年) 挿入歌                                                                                 |                                                   |
| 『飛天』                                      | 2007年 | 作曲/プロデュース                  | 大陸ドラマ「星光大道」(07年) 挿入歌                                                                                 | 楽曲提供(プロデュース)の「陳依依」欄参照          |
| 『無題(Jingle)』                              | 2007年 | 作曲/プロデュース                  | BS日テレ「C-POP World」(06年10月〜)番組内ジングル(07年11月22日#31～10年9月26日#52)                                  |                                                   |
| 『愛了才懂』                                  | 2008年 | 歌唱                               | 台湾ドラマ「僕だけのプリンセス」(08年) 挿入歌                                                                       | 4thアルバム「寫給自己的歌/canción para mi」(08年) |
| 『保留』                                      | 2011年 | 作曲/編曲/プロデュース/歌唱        | 中国ネットドラマ「保留」(11年) 挿入歌                                                                               | EP「微光/Glimmer of light」(11年)                 |
| 『Broken Heart』                              | 2011年 | 作詞/作曲/編曲/プロデュース/歌唱   | 中国ネットドラマ「保留」(11年) 主題歌                                                                               | EP「微光/Glimmer of light」(11年)                 |
| 『Track11』 (別名:YOUKAI)                     | 2011年 | 作曲/編曲/プロデュース             | 中国ネットドラマ「保留」(11年) 挿入歌                                                                               | EP「微光/Glimmer of light」(11年)                 |
| 『倒叙』                                      | 2011年 | 作曲/プロデュース/歌唱             | 主演：唐嫣、杨佑宁の中国ネットドラマ「逐爱之旅」(12年) エンディング曲                                               | EP「微光/Glimmer of light」(11年)                 |
| 『閃耀』                                      | 2013年 | 作曲/プロデュース/歌唱             | 主演：唐嫣、罗晋の中国ドラマ「X女特工」(13年) エンディング曲                                                        | 6thアルバム 「Heart Disk/心盘」(13年)             |
| 『我不哭』                                    | 2013年 | 作詞/作曲/プロデュース/歌唱        | 主演：唐嫣 吴卓羲の中国ドラマ「格子间女人」(13年公開予定) 主題歌                                                    | 6thアルバム 「Heart Disk/心盘」(13年)             |
| 『唱战记』                                    | 2014年 | 歌唱(欧豪、谢彬彬との合唱)         | 主演の中国ドラマ「唱战记」(14年) 主題歌(エンディング曲)                                                             | 「唱战记」サントラ(14年)に収録(ネットDLのみ)      |
| 『屋頂上的星光』                              | 2014年 | 歌唱(秦岚とのデュエット)           | 主演の中国ドラマ「唱战记」(14年) 挿入歌                                                                             | 「唱战记」サントラ(14年)に収録(ネットDLのみ)      |
| 『路』                                        | 2014年 | 歌唱                               | 原曲はBOX組合。主演の中国ドラマ「唱战记」(14年) 挿入歌                                                              | 「唱战记」サントラ(14年)に収録(ネットDLのみ)      |
| 『我不哭』 ピアノバージョン                   | 2014年 | 作詞/作曲/プロデュース/歌唱        | 原曲は6thアルバム 「Heart Disk/心盘」(13年)に収録。主演の中国ドラマ「唱战记」(14年) 挿入歌                          | 「唱战记」サントラ(14年)に収録(ネットDLのみ)      |
| 『寫給自己的歌』 ピアノバージョン             | 2014年 | 作詞/作曲/プロデュース/歌唱        | 原曲は4thアルバム 「寫給自己的歌」(08年)に収録。歌詞の一部が原曲とは異なる。主演の中国ドラマ「唱战记」(14年) 挿入歌 | 「唱战记」サントラ(14年)に収録(ネットDLのみ)      |
| 『蝴蝶飛呀』                                  | 2014年 | 歌唱(欧豪、谢彬彬、付梦妮との合唱) | 原曲は小虎隊。主演の中国ドラマ「唱战记」(14年) 挿入歌                                                               | 「唱战记」サントラ(14年)に収録(ネットDLのみ)      |
| 『牽手』                                      | 2014年 | 歌唱(欧豪、谢彬彬、付梦妮との合唱) | 原曲は張恵妹。主演の中国ドラマ「唱战记」(14年) 挿入歌                                                               | 「唱战记」サントラ(14年)に収録(ネットDLのみ)      |
| 『我懂』 「唱战记」ドラマバージョン           | 2014年 | 作曲/プロデュース/歌唱             | 原曲は3rdアルバム「完整演出/The Great Finale」（07年）収録。主演の中国ドラマ「唱战记」(14年) 挿入歌                 |                                                   |
| 『顯微鏡下的愛情』 「唱战记」ドラマバージョン | 2014年 | 作曲/歌唱                          | 原曲は 1st アルバム「無法定義/Cannot Define」(04年) に収録。主演の中国ドラマ「唱战记」(14年) 挿入歌                 |                                                   |

#### 中華圏限定(台湾)
| 曲名             | 発表年 | 備考                            | タイアップ                                                                  | 収録作品 |
| ---------------- | ------ | ------------------------------- | --------------------------------------------------------------------------- | --- |
| 『寶藏』         | 2003年 | 歌唱                            | アメリカ映画「トレジャー・プラネット(中国語タイトル:星銀島)」               | 「トレジャー・プラネット(中国語タイトル:星銀島)」サントラ(中華版のみ)(03年6月)に収録                                                                 |
| 『那女孩對我説』 | 2005年 | 歌唱                            | 韓国ドラマ「結婚したい女」(中国語タイトル「想結婚的女子」)エンディング曲    | 2ndアルバム「專屬密碼/Exclusive Code」(05年) |
| 『Set Me Free』  | 2005年 | 作詞/作曲/歌唱/プロデュース     | アメリカ映画「ステルス」(中国語タイトル「機戰未來」)主題歌                  | 2ndアルバム「專屬密碼/Exclusive Code」(05年) |
| 『藍天』         | 2006年 | 作曲/歌唱                       | 韓国ドラマ「天国の階段」(中国語タイトル「天國的階梯」)主題歌                | 1st アルバム「無法定義/Cannot Define」(04年) |
| 『匿名的寶貝』   | 2006年 | 歌唱                            | 韓国ドラマ「天国の階段」(中国語タイトル「天國的階梯」)エンディング曲        | 1st アルバム「無法定義/Cannot Define」(04年) |
| 『榮耀的一天』   | 2006年 | 歌唱/柯有倫(アラン・コー)と共演 | 06年サッカーワールドカップ イメージソング(台湾)                             | 06年サッカーワールドカップオムニバスアルバム「聖杯之歌」及び柯有倫のベスト盤「赤子本色 態度全精選/ATTITUDE 2003-2009 COLLECTION」(3CD+DVD)(09)に収録 |
| 『「那」女孩』   | 2007年 | 歌唱                            | 日本映画「ALWAYS 三丁目の夕日」(中国語タイトル「always幸福的三丁目」)主題歌 | 3rdアルバム「完整演出/The Great Finale」(07年) |

### その他
| 曲名                       | 発表年 | 備考                                           | タイアップ | 収録作品 |
| -------------------------- | ------ | ---------------------------------------------- | --- | --- |
| 『kiss of an angel』       | 2005年 | 作曲                                           | 2005年8月14日に行われた 西門町紅樓 義鳴驚人萬人連署演唱會で演奏 | 2ndアルバム「專屬密碼/Exclusive Code」(05年)に楽譜のみ収録                                                     |
| 『 非關理由（活著）』      | 2006年 | 作曲/歌唱 柯有倫（アラン・コー）との共作・共演 | MTV格斗音楽会(05年10月22日)や東方駱駝のファンミーティング(06年3月)ライブで演奏                                                                                        | |
| 『HomePage』               | 2010年 | 作曲/編曲/プロデュース                         | 新たに立ち上げた公式サイトblackpoetry2にて公開(10年4月21日) | 公式myspaceYida Huang myspace にて試聴可                                                                       |
| 『4:30』                   | 2010年 | ミキシング                                     | 視覚障害者の協会「inter-JC 共同基金」を立ち上げる資金チャリティーCDの為にDerek Chua が作曲。2010年6月5日にシンガポールで行なわれたイベントにて販売                    | YIdaの個人Facebook にて試聴可                                                                                  |
| 『Track11』 (別名:YOUKAI)  | 2010年 | 作曲/編曲/プロデュース                         | ブラジル、サンパウロで行われた"Bem vindo ao Japan Experience"(10年11月14日)内のファッションショー(日本の「妖怪」がモチーフ)のオリジナルBGMとして制作。                | EP「微光/Glimmer of light」(11年) ブラジル人デザイナー"tchibi "の公式Youtubeにて試聴可。                       |
| 『微光』                   | 2011年 | 作曲/編曲/プロデュース/歌唱                    | 中国の雑誌「时尚健康」主催の"抗抑郁运动"のテーマ曲(鬱病の支援/公益大使に任命された)                                                                                   | EP「微光/Glimmer of light」(11年) 中国の雑誌「时尚健康」の3月号(2011年)にシングルCD付録封入(2万枚限定・非売品) |
| 『Light your smart world』 | 2011年 | 作曲/作詞(共作)/編曲/プロデュース/歌唱         | 中国の通信機器とネットワーク・ソリューションプロバイダーの「中兴通讯(ZTE)」の全世界向け2011年の携帯端末CM曲                                                           | 「中兴通讯(ZTE)」のイベント参加者などに配布(非売品) 公式サイト" "にて試聴可                                    |
| 『COSMO』                  | 2011年 | 作曲/編曲/プロデュース/                        | 「时尚COSMO美容大奖」用に作曲したインストゥルメンタル楽曲。10月28日に上海で行なわれた授賞式会場にて演奏。                                                             | 6thアルバム 「Heart Disk/心盘」(13年)                                                                          |
| 『嘉人』(仮)               | 2012年 | 作曲/編曲/プロデュース/                        | 「時尚雜誌10周年」イベント用に作曲した舞曲風のインストゥルメンタル楽曲。6月29日に北京で行なわれた祝賀会にて演奏。                                                     | |
| 『タイトル無し』           | 2012年 | 作曲/編曲/プロデュース/                        | インストゥルメンタル楽曲。2012年4月30日上海/5月1日北京で行なわれた「草莓音乐节(STRAWBERRY FESTIVAL)」にて3曲目に演奏。その後も毎回Versionを変えてライブでは定番楽曲。 | |

- 他のアーティストに提供した楽曲のタイアップ関係については楽曲提供(プロデュース)の欄参照

## 楽曲提供(プロデュース)
- 注:収録作品は「日本盤」表記がない物は「台湾盤」「大陸盤」または「香港盤」を指す

| 曲名                 | 発表年 | 備考                                      | 提供アーティスト                              | 収録作品 | タイアップ                                                                             |
| -------------------- | ------ | ----------------------------------------- | --------------------------------------------- | --- | -------------------------------------------------------------------------------------- |
| 『一九九幾的他』     | 2001年 | 作曲 李偉菘との共作                       | 彭佳慧 ジュリア・パン                         | 『絶對收蔵(グレイテストヒッツ)』(07年12月発売) |                                                                                        |
| 『地下鐵』           | 2003年 | 作曲                                      | 蕭亜軒 エルバ・シャオ                         | 「第五大道」(04年1月発売)/台湾盤『幾米 [地下鐵] 電影音楽原聲』OST(04年1月発売) | 香港映画「サウンド・オブ・カラー地下鉄の恋」(03年) 主題歌                              |
| 『我不是英雄』       | 2004年 | 作曲                                      | 陳宇凡 デビッド・チェン                       | 台湾盤『撞球小子 電視原聲帯』(04年5月発売) | 台湾ドラマ「撞球小子Nine Ball」(04年) エンディング曲                                   |
| 『漸漸』             | 2004年 | 作曲                                      | 趙薇 ヴィッキー・チャオ                       | 『飄』(04年11月発売) |                                                                                        |
| 『順風逆風』         | 2005年 | 作曲/プロデュース                         | 趙薇 ヴィッキー・チャオ                       | 『双(Double)』(05年7月発売) |                                                                                        |
| 『再一次』           | 2004年 | 作曲/作詞は艾莉絲との共作                 | 秦海璐 チン・ハイルー                         | 「幸福回味」(05年)/Asia Best 100 Hong Kong & China(日本盤07年4月発売) |                                                                                        |
| 『虚擬世界』         | 2007年 | 作曲                                      | 秦海璐 チン・ハイルー                         | 「単行線」 (07年12月発売) |                                                                                        |
| 『飛天』             | 2006年 | 作曲/プロデュース                         | 陳依依 アリシア・チェン                       | 『迴音谷』(05年7月発売) | 大宇オンラインゲームサイト「飛天歴險Free」の主題曲 大陸ドラマ/「星光大道」(07年)挿入歌 |
| 『Fly』              | 2005年 | 作曲                                      | 顔穎思 レイチェル・ガン                       | 台湾盤「極速傳説2 愛戀2000米」OST | 台湾ドラマ「極速傳説２ 愛戀2000米」(05年) 主題曲                                       |
| 『上一次下一次』     | 2005年 | 作曲                                      | 謝霆鋒 ニコラス・ツェー                       | 『釋放(Released)』(07年11月発売再発) | 香港映画「西遊記リローデッド」(05年)主題歌                                             |
| 『黑巧克力日記』     | 2005年 | プロデュース                              | 黄湘怡 ステラ・ホァン                         | シングル発売(06年) |                                                                                        |
| 『夜想曲~nocturne』  | 2007年 | 作曲                                      | 中孝介                                        | 「花間道」(亜洲版限定 07年7月発売) /『image7「夜想曲 〜nocturne (LUST, CAUTION version)」(日本盤08年2月6日発売/台湾盤3月14日発売)/「絆歌 」(日本盤08年10月1日発売/台湾盤10月1日発売) | 映画「色、戒 Lust caution/ラスト、コーション」日本版イメージソング('08年2月日本公開)   |
| 『大不了 (Smiling)』 | 2007年 | Willieとの共同プロデュース                | 蘇有朋 アレック・スー                         | シングル発売(07年8月発売) | 「抵抗抑郁璀璨人生」(2007年)中国の雑誌《时尚健康》主催の鬱病の支援のテーマ曲           |
| 『怎么愛』           | 2008年 | 作曲/プロデュース/ 作詞のみ劉慕堯との共作 | BOBO組合                                      | 「世界之大」 (08年4月27日発売) |                                                                                        |
| 『恋愛新手』         | 2008年 | 作曲/プロデュース/作詞のみ艾莉絲との共作  | BOBO組合                                      | 「世界之大」 (08年4月27日発売) | 大陸「OPPO」(着うたの会社)のCM曲                                                       |
| 『怎么愛』           | 2008年 | 作曲/プロデュース/ 作詞のみ劉慕堯との共作 | 劉慕堯                                        | 台湾のオムニバス『SAMP 創作達人 demo創作集』(08年6月12日〜台湾の音楽DLサイト"g-music.com"にて配信(リリース))                                                                         |                                                                                        |
| 『幸福在路上』       | 2008年 | 作曲                                      | 黄奕 ホァン・イー                             | | 大陸ドラマ「幸福的完美」(08〜09年公開予定)主題曲                                       |
| 『要正常愛』         | 2008年 | 編曲                                      | 雨竹 ユ・チュ                                 | 『「女人不壞」電影音楽原聲』OST(08年12月中華圏で発売) | 中国映画「女人不壞」(ツイ・ハーク監督作品/08年・中華圏公開)挿入歌                      |
| 『喜歡你喜歡我』     | 2009年 | 作曲李偉菘との共作/歌唱(デュエット)       | 魏佳慶                                        | EP(09年2月中華圏で発売)オリジナルVersionは黄義達の1st アルバム「無法定義/Cannot Define」(04年) に収録                                                                                |                                                                                        |
| 『Complicated』      | 2009年 | 作曲/プロデュース                         | 周惠 チョウ・ホイ                             | 「周惠」(09年6月19日台湾で発売) |                                                                                        |
| 『1到10=我和你』     | 2009年 | 作詞/作曲                                 | 范瑋琪 ファン・ウェイチー                     | 「F ONE」(09年7月10日台湾で発売) |                                                                                        |
| 『陰天氣球』         | 2009年 | 作曲/プロデュース                         | 喬任梁 キミー・チャオ                         | 「钻石」(09年12月中国で発売) |                                                                                        |
| 『和你在一起』       | 2009年 | 作曲/プロデュース                         | 喬任梁 キミー・チャオ                         | 「钻石」(09年12月中国で発売) |                                                                                        |
| 『用一生回憶』       | 2012年 | 作曲(劉大仁との共作)/プロデュース         | 唐嫣 ティファニー・タン(罗晋とのデュエット曲) | EP「糖心」(12年12月中国で発売) | 大陸ドラマ「乱世佳人」(2012年公開)エンディング曲                                       |

## 受賞歴
- '04年
  - 香港新城電台國語新勢力男歌手(8/1)
  - MTV封神榜TOP20人氣歌手 (8/5)
  - 「第四屆全球華語歌曲排行榜 」最受歡迎新人 (9/4)
  - 「新加坡金曲獎2004」 最具潛力本地新人獎 (9/10)
  - 「2004TVB8金曲榜」最佳男新人 金獎 (12/17)
  - 「新城勁爆頒獎禮2004」新城勁爆新登場海外歌手 (12/26)
- '05年
  - 「第十一屆全球華語音樂榜中榜」最佳新晉歌手獎 (1/11)
  - 「第十二屆中國歌曲排行榜」年度港台地區最佳創作新人(1/22)
  - 「2004年度　音樂先鋒榜」創作新人獎（台灣） (3/12)
  - 「第二屆勁爆精曲獎」 最佳新人 (三立完全娛樂 )(5/10)
  - 「第七屆CCTV-MTV音樂盛典 」台灣地區最具潛力新人獎(7/24)
  - 「第三屆東南勁爆音樂榜」(10/30)
    - 港台最有前途新人男歌手
    - 最佳新銳唱作人
    - 台灣地區十大金曲獎　受賞曲:「那女孩對我說」
- '06年
  - 「加拿大至Hit中文歌曲排行榜05年度」(1/15)
    - 全國推崇十大歌曲(國)　受賞曲:「每天的每夜」
    - 全國推崇作曲人 (國)

  - 「入圍台灣 2005 金曲獎」 最佳新人
  - 「KKBOX線上音樂風雲榜」(2/17)
    - 年度十大 K歌　受賞曲:「那女孩對我說」
- '07年
  - 「第四屆勁歌王」(5/20)
    - 勁歌作曲王
    - 勁歌唱作人

  - 「2007TVB8金曲榜」十大金曲:完整演出(12/16)
  - 「2007星光大典」年度最受歡迎風尚男歌手(12/17)
- '08年
  - 「YHC流行歌曲榜2007年總評選」年度台灣最受歡迎男歌手:金獎(2/10)
  - 「2008HITO流行音樂獎」票選最受歡迎創作歌手(3/1)

## 出演作品

### ドラマ
- 「星光大道(Xing Guang Da Dao / Star Boulevard)(別名「愛的進行式」) 」- 音楽学院の学生役・役名 Alan/小牛(2007)
- 「保留(Bao Liu)」-音楽担当/主演 雑誌カメラマン役・ 役名 Yida/义达 (2011)
- 「疯狂办公室(Feng Kuang Ban Gong Shi/Crazy Dream Office)」- 富豪の二代目役・役名 王俊(10話ゲスト出演) (2011)
- 「麵包樹上的女人(Mianbao shu shang de nuren/Bread Tree Woman)」-ロックバンドのヴォーカル役・役名 阿樂 (2014年中華圏にて公開予定)
- 「唱战记(Chang zhan ji/song of vengeance)」-明星学院、学員(=学生)、上流階級の家庭に育った音楽の天才(ピアニスト)役・役名 承戈 (2014)

### 映画
- 「夜店诡谈(Ye Dian Gui Tan/Any Other Side)」-Part2「単行道/One-way Street 」音楽担当/ Part3「夜勤病棟/night hospital」 精神病患者役・役名 阿亮/-(2012)

### MV
- 黄湘怡　ステラ・ホァン
  - 『你是誰』（2002年）「Courier Love/快遞愛情」に収録

### CM(広告)
- 得意的一天「葵花油肉鬆-葵花寶典」編
- 東方駱駝
- Ovation Guitars(台湾)
- City Music(シンガポール)